# Swipe (histórias em quadrinhos)
Swipe (furto) é um termo para a cópia intencional de uma capa, quadro ou página de uma história em quadrinhos sem creditar o artista original.
Os artistas Jack Kirby, Neal Adams, Hergé e Jim Lee são alvos comuns de swipes, embora mesmo esses artistas possam não estar acima de reprovação; Kirby era conhecido por ter copiado Hal Foster no início de sua carreira. Da mesma forma, muitos artistas da Era de ouro das histórias em quadrinhos americanas mantinham "arquivos de swipes" de material para serem copiados conforme necessário. Certos artistas contemporâneos tornaram-se notórios por seus swipes, incluindo Rich Buckler (que copiou Neal Adams e Jack Kirby), Rob Liefeld (vários artistas), Keith Giffen (José Antonio Muñoz) e Roger Cruz (Jim Lee e Joe Madureira). 
Há uma longa tradição nos quadrinhos de usar as belas artes como "inspiração" também. A maioria dos observadores não considera isso tão censurável quanto roubar o trabalho de outro quadrinhista. Exemplos incluem Art Spiegelman copiando uma imagem do artista russo M. Mazruho em Maus, Eddie Campbell copiando Diego Velázquez e Jill Thompson copiando o trabalho de Arthur Rackham.
Os quadrinistas também roubaram imagens da mídia de massa e da arte comercial. Exemplos incluem o cocriador do Batman, Bob Kane, repetidamente roubando do ilustrador do início do século 20 Henry Vallely, Greg Land repetidamente copia fotos pornográficas, bem como de muitos artistas populares de quadrinhos, o artista da revista britânica 2000 AD, Mick Austin copiou uma imagem de Toni Shilleto da revista Mayfair: Entertainment for Men, Jon J. Muth copiou uma fotografia dos anos 40 e David Chelsea copiou da pornografia espanhola. 
Às vezes, a passagem acontece "ao contrário", como no exemplo de uma ilustração da revista Organic Gardening passando a icônica capa Kirby para Fantastic Four #1. Swipe traz à mente o divertido enigma de se um artista pode deslizar de si mesmo. Um exemplo são duas tiras de Peanuts quase idênticas de Charles Schulz feitas com quase dez anos de diferença. Outra questão ética relacionada às tiras de quadrinhos foi invocada pelos artistas de Nancy, Guy e Brad Gilchrist, copiando o criador de Nancy, Ernie Bushmiller.

## Clonagem
Embora não sejam tecnicamente swipe, alguns artistas fizeram carreira "clonando" outros artistas. Phil Jimenez tem sido bastante aberto sobre seu trabalho ser modelado no de George Pérez, embora ele nunca tenha sido acusado de roubar diretamente um desenho de Pérez. Bryan Hitch começou como um "clone" de Alan Davis. Os primeiros trabalhos de Bill Sienkiewicz foram descaradamente derivados de Neal Adams, assim como os de Tom Grindberg, Michael Netzer (Nasser) e Mike Grell. O veterano da indústria Dick Giordano sustentou que a clonagem não é apenas aceitável, mas na verdade preferível, quando um artista substitui um artista regular em um título.

## Apropriação

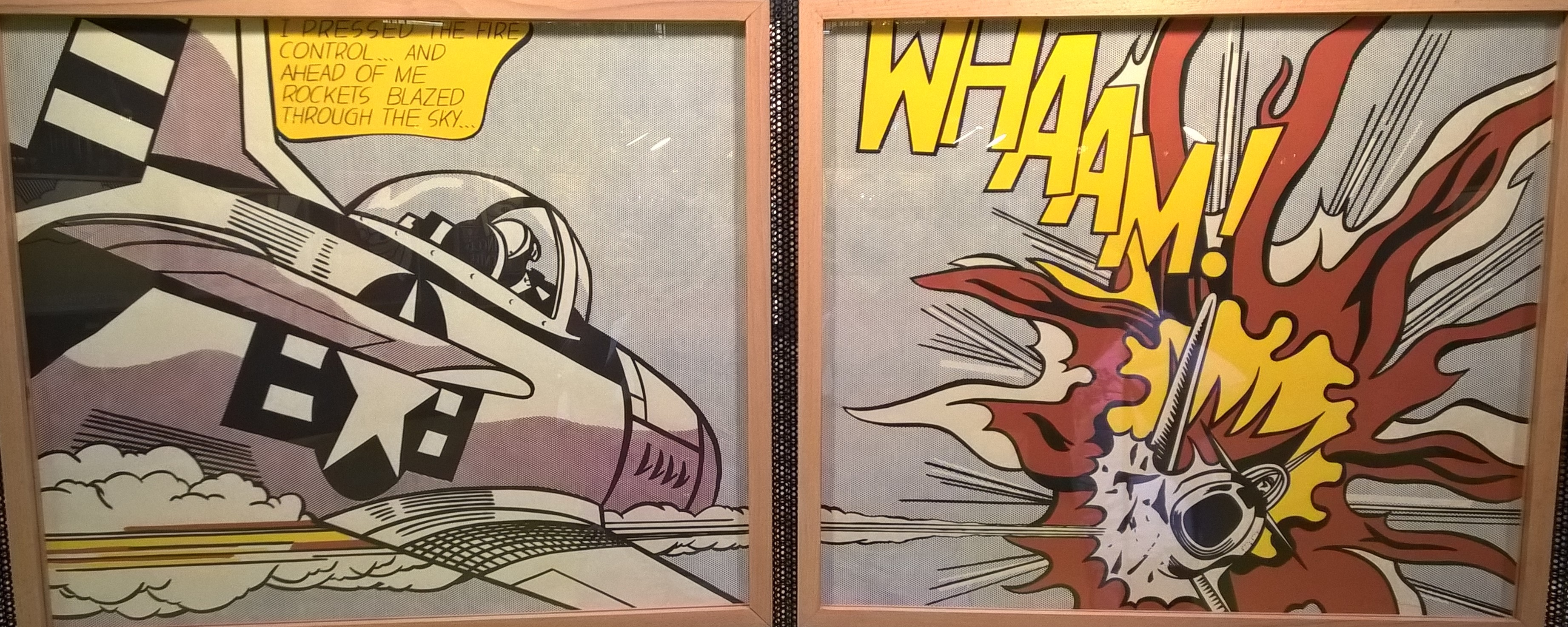
Whaam! de Roy Lichenstein inspirado em uma arte de Irv Novick.

O artista pop Roy Lichtenstein fez sucesso na década de 1960 com suas "apropriações" baseadas no trabalho de Kirby, Russ Heath, Tony Abruzzo, Irv Novick, John Romita, Sr. e Jerry Grandenetti, que raramente recebiam algum crédito. Jack Cowart, diretor executivo da Fundação Lichtenstein, contesta a noção de que Lichtenstein era um copista, dizendo: "O trabalho de Roy era uma maravilha das fórmulas gráficas e a codificação do sentimento que havia sido elaborada por outros. Os painéis foram alterados em escala , cor, tratamento e em suas implicações. Não há cópia exata." Figuras da indústria de quadrinhos não têm uma atitude tão otimista sobre os swipes de Lichtenstein.
Da mesma forma, o artista canadense Kevin Mutch uma vez desenhou uma história em quadrinhos inteira inteiramente baseada em swipes. O quadrinho de Mutch, Captain Adam, de 1993, era uma "colagem narrativa" de imagens e textos de mais de cinquenta quadrinhos separados da Idade da Prata e da Idade do Bronze, reunidos aleatoriamente para formar uma história original.

## Pastiches

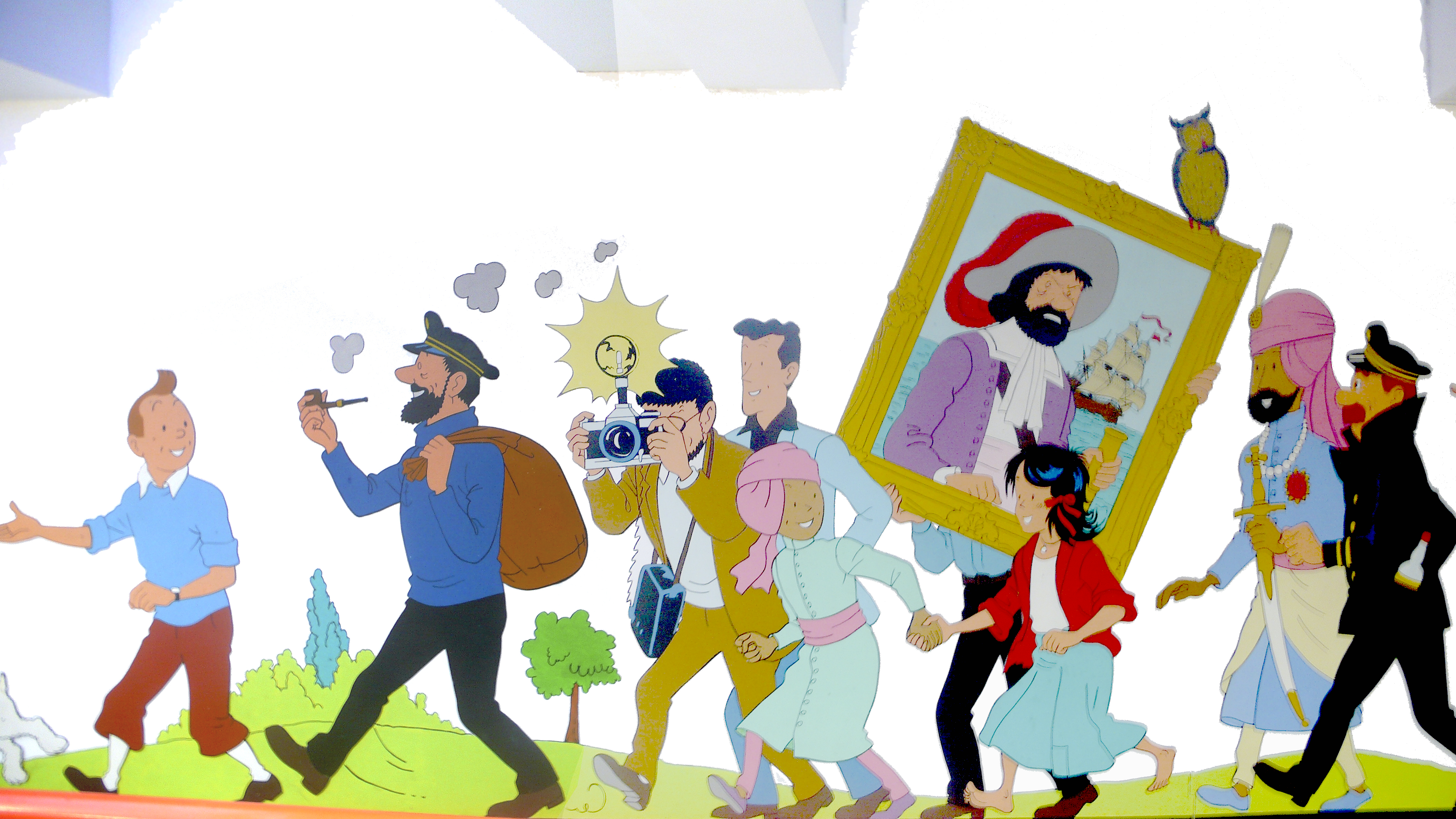
Personagens de As Aventuras de Tintim de Hergé por William Murphy usando a linha clara, estilo popularizado por Hergé.

Pastiches de quadrinhos são usos flagrantes de swipes, clonagem e apropriação, geralmente usando os mesmos personagens da fonte original. O cartunista franco-canadense Yves Rodier é conhecido por seus muitos pastiches de Aventuras de Tintim de Hergé, assim como a história em quadrinhos de autoria anônima The Adventures of Tintin: Breaking Free. Em sua série Masterpiece Comics, o cartunista americano R. Sikoryak habilmente mistura a clonagem exata de estilos de cartunistas famosos com textos literários clássicos, criando "mash-ups" de quadrinhos únicos. A série 1963 de Alan Moore e Rick Veitch é outro exemplo de pastiche em forma de quadrinhos, assim como as muitas decolagens dos anúncios de Charles Atlas encontrados em revistas em quadrinhos antigas.

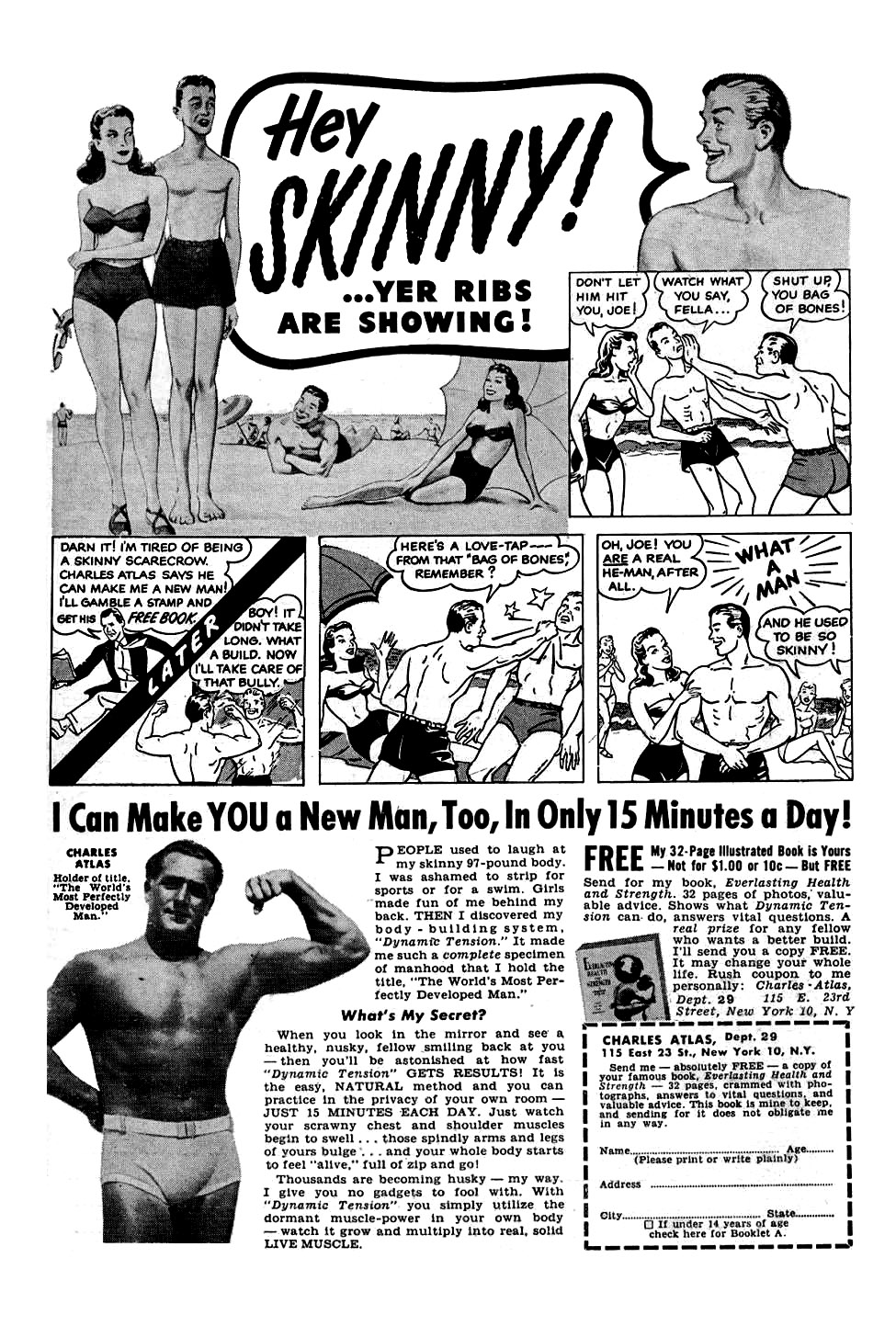
Anúncio de Charles Atlas.

## Homenagens
Nos quadrinhos, entende-se que a diferença entre um swipe e uma "homenagem" geralmente é se a fonte é reconhecida diretamente - em vez de ser exposta por terceiros. Ao longo da história do meio, artistas se envolveram em homenagens – na maioria das vezes de imagens de capa conhecidas como Action Comics No. 1, Detective Comics No. 27, Amazing Fantasy No. 15 e Fantastic Four No. 1. (John Byrne gosta particularmente de fazer homenagens a este último, tendo produzido pelo menos sete versões até hoje.) Alguns observadores acham as homenagens tão censuráveis quanto fazer swipes.

## Caçadores de swipes
De 1991 até pelo menos 1997, a revista The Comics Journal manteve um "Swipe File" que documentava swipes percebidos no campo dos quadrinhos, uma tradição que continua no site da revista

## Artistas acusados de swipes
| Artista acusado  | Fonte                                                     | Nota |
| ---------------- | --------------------------------------------------------- | --- |
| Chester Brown    | Joe Orlando                                               | |
| Rich Buckler     | Neal Adams                                                | Buckler tem uma reputação duvidosa como os principais artistas de "swipe" dos quadrinhos, com seus primeiros trabalhos em particular cheios de "homenagens" a artistas como Jack Kirby, John Buscema e Neal Adams. Depois de ser acusado publicamente da prática pelo The Comics Journal no início dos anos 1980, Buckler negou as acusações e processou a revista por difamação; mais tarde ele abandonou o processo. |
| Rich Buckler     | Jack Kirby                                                | Buckler tem uma reputação duvidosa como os principais artistas de "swipe" dos quadrinhos, com seus primeiros trabalhos em particular cheios de "homenagens" a artistas como Jack Kirby, John Buscema e Neal Adams. Depois de ser acusado publicamente da prática pelo The Comics Journal no início dos anos 1980, Buckler negou as acusações e processou a revista por difamação; mais tarde ele abandonou o processo. |
| Charles Burns    | Hergé                                                     | |
| Michael Allred   | David Chelsea                                             | Allred negou as acusações. |
| Denys Cowan      | Gil Kane                                                  | |
| Glyn Dillon      | Jaime Hernandez                                           | |
| Steve Ditko      | Will Eisner                                               | |
| Ron Frenz        | Jack Kirby                                                | |
| Keith Giffen     | José_Antonio_Muñoz                                        | Giffen reconheceu a influência de Muñoz e, em 2000, referiu-se à controvérsia desta forma:"Eu tive um incidente ruim ao estudar o trabalho de alguém muito de perto em um ponto, e decidi nunca, nunca mais fazê-lo novamente. Posso ficar tão imerso no trabalho de alguém que começo a me transformar em uma máquina de Xerox e isso não é bom. . . . Não teve tempo que eu fiquei sentado ali traçando ou copiando, não. Duplicando, tirando da memória e colocando no papel após estudo intenso, absolutamente."Em 1986, Giffen era um dos artistas de quadrinhos mais populares da indústria. A controvérsia do swipe que se seguiu prejudicou a reputação de Giffen. |
| Bob Kane         | Alex Raymond                                              | A pose clássica do Batman na capa da Detective Comics No. 27 (a primeira aparição de Batman) é tirada de um desenho de Flash Gordon de Alex Raymond (1937). |
| Gil Kane         | Jack Kirby                                                | |
| Jack Kirby       | Hal Foster                                                | |
| Peter Kuper      | Rius                                                      | |
| Peter Kuper      | Ralph Steadman                                            | |
| Alan Kupperberg  | Gil Kane                                                  | |
| Rob Liefeld      | Brent Anderson                                            | |
| Rob Liefeld      | John Byrne                                                | |
| Rob Liefeld      | Frank Miller                                              | |
| Rob Liefeld      | George Pérez                                              | |
| Rob Liefeld      | Ron Wilson                                                | |
| David W. Mack    | Adam Hughes                                               | Mack admitiu os swipes da artes de Hughes:". . .Sobre a referência a Adam Hughes, sim, devo-lhe crédito aqui também. Ao me preparar para o visual deste livro, eu queria realmente abraçar a aparência dos quadrinhos, mantendo as coisas com aparência realista também, e sou um grande fã da capacidade de Adam de fazer isso. . . e eu estava olhando para muito do seu trabalho, entre outros, como uma espécie de rodinhas para considerar estilos [sic] e começar a lidar com essa questão. . . . Esta foi uma das primeiras páginas que desenhei nesta edição, entrando na vibe da série e você pode estar certo que eu a referi demais. Às vezes, quando você está iniciando um projeto, são necessárias algumas páginas para eliminar as influências do seu sistema. Então, adereços para Adam, você tem que dar crédito onde o crédito é devido. . . ." |
| Todd_McFarlane   | Otomo Katsuhiro                                           | |
| Joe Phillips     | Barry Windsor-Smith                                       | |
| Andi Watson      | Mike Allred                                               | |
| Roy Lichtenstein | Irv Novick, Bruno Premiani, Jerry Grandenetti, Russ Heath | |